# James P. O'Donnell
James Preston O'Donnell  (30 de julho de 1917 - abril de 1990) foi um autor, historiador e jornalista estadunidense.

## Livros
- O'Donnell, James Preston (1971). Sailing to Byzantium: a study in the development of the later style and symbolism in the poetry of William Butler Yeats. New York: Octagon Books. ISBN 978-0-37496141-1
- O'Donnell, James Preston (1978). The Bunker: The History of the Reich Chancellery Group. Boston: Houghton Mifflin. ISBN 978-0-39525719-7